# Karel Giter
Karel Giter (Viškovo (Hana, Češka), 1890. - Petrovaradin, 1914.), austro-ugarski časnik češkog podrijetla, nagrađivani športaš sokolskog pokreta

## Životopis
Rodio se 1890. godine u gradu Viškovu u oblasti Hani, u Moravskoj, danas dio Češke Republike. U mladosti je bio članom sokolskog pokreta. Na Petom sveslavenskom sokolskom sletu 27. lipnja 1907. u Pragu, nagrađen drugom nagradom.
Radio kao austrijski financijski činovnik u Foči. Godine 1914. kao austro-ugarski časnik s činom potporučnika došao je u Petrovaradin. Kao Slaven zgrozio se na azijatsko postupanje protiv Srba. Zlonamjerni počinitelj denuncirao ga je što je bilo dovoljno da ga osude na smrt i poslije dva sata strijeljaju. Pokopan je u Petrovaradinu. Nadgrobni križ posvećen mu je 1934. godine.